# Femniterga
Femniterga is een geslacht van vlinders van de familie Lycaenidae, uit de onderfamilie Lycaeninae.

## Soorten
- F. cinniana (Hewitson, 1877)
- F. cissusa (Hewitson, 1877)
- F. itaituba Johnson, 1988
- F. judae Johnson, 1988
- F. megana Johnson, 1988
- F. notacastanea Johnson, 1988
- F. plumans (Druce, 1907)
- F. strobilata Johnson, 1989